# 8-4
8–4 (有限会社ハチノヨン Yūgen Gaisha Hachi no Yon?) är ett japanskt företag med sitt säte i Tokyo som primärt arbetar med att översätta datorspel mellan japanska och engelska. Företaget grundades 5 oktober 2005 av Hiroko Minamoto och John Ricciardi.
Namnet på företaget kommer från den sista banan i Super Mario Bros.
Företaget producerar en podcast om deras arbete under namnet 8-4 Play där deras arbete diskuteras, emellanåt tillsammans med gäster inom den japanska datorspelsindustrin, såsom Tetsuya Mizuguchi och Akira Yamaoka.

## Spel
| Årtal | Spel                                          | Utgivare                    |
| ----- | --------------------------------------------- | --------------------------- |
| 2005  | Mario Tennis: Power Tour                      | Nintendo                    |
| 2006  | Warship Gunner 2                              | Koei                        |
| 2006  | Xenosaga Episode III: Also sprach Zarathustra | Namco Bandai Games          |
| 2006  | Baten Kaitos Origins                          | Nintendo                    |
| 2006  | Tales of the Abyss                            | Namco Bandai Games          |
| 2006  | Gunpey                                        | Q Entertainment             |
| 2006  | Gunpey DS                                     | Q Entertainment             |
| 2006  | Every Extend Extra                            | Q Entertainment             |
| 2007  | Rogue Galaxy                                  | Sony Computer Entertainment |
| 2007  | Lunar Knights                                 | Kojima Productions          |
| 2007  | Tales of the World: Radiant Mythology         | Namco Bandai Games          |
| 2007  | Brave Story: New Traveler                     | XSEED Games                 |
| 2007  | Jeanne d'Arc                                  | Sony Computer Entertainment |
| 2007  | Wild ARMs 5                                   | XSEED Games                 |
| 2007  | Eternal Sonata (Xbox 360)                     | Namco Bandai Games          |
| 2008  | Ape Quest                                     | Sony Computer Entertainment |
| 2008  | Culdcept Saga                                 | Namco Bandai Games          |
| 2008  | Wild ARMs XF                                  | XSEED Games                 |
| 2008  | Soulcalibur IV                                | Namco Bandai Games          |
| 2008  | Tales of Vesperia                             | Namco Bandai Games          |
| 2008  | Eternal Sonata (PS3)                          | Namco Bandai Games          |
| 2008  | Tales of Symphonia: Dawn of the New World     | Namco Bandai Games          |
| 2008  | Castlevania Judgment                          | Konami                      |
| 2008  | Imagine: Ballet Star                          | Ubisoft                     |
| 2009  | Tenchu: Shadow Assassins (Wii)                | Ubisoft                     |
| 2009  | Fire Emblem: Shadow Dragon                    | Nintendo                    |
| 2009  | Star Ocean: The Last Hope                     | Square Enix                 |
| 2009  | Tenchu: Shadow Assassins (PSP)                | Ubisoft                     |
| 2009  | Imagine: Makeup Artist                        | Ubisoft                     |
| 2009  | Soulcalibur: Broken Destiny                   | Namco Bandai Games          |
| 2009  | Katamari Forever                              | Namco Bandai Games          |
| 2009  | Undead Knights                                | Tecmo                       |
| 2009  | Petz Hamsterz Bunch                           | Ubisoft                     |
| 2009  | Tekken 6                                      | Namco Bandai Games          |
| 2010  | Glory of Heracles                             | Nintendo                    |
| 2010  | White Knight Chronicles International         | Sony Computer Entertainment |
| 2010  | Star Ocean: The Last Hope International       | Square Enix                 |
| 2010  | Super Monkey Ball: Step & Roll                | Sega                        |
| 2010  | The Eye of Judgment: Legends                  | Sony Computer Entertainment |
| 2010  | Nier                                          | Square Enix                 |
| 2010  | Monster Hunter Tri                            | Capcom                      |
| 2010  | Castlevania: Harmony of Despair               | Konami                      |
| 2010  | Adrenalin Misfits                             | Konami                      |
| 2010  | Echochrome II                                 | Sony Computer Entertainment |
| 2011  | Dragon Quest VI: Realms of Revelation         | Nintendo                    |
| 2011  | Dead or Alive: Dimensions                     | Tecmo Koei                  |
| 2011  | Shadows of the Damned                         | Grasshopper Manufacture     |
| 2011  | Disney Epic Mickey                            | Disney Interactive Studios  |
| 2011  | Wind-up Knight                                | Robot Invader               |
| 2011  | Zoo Resort 3D                                 | Ubisoft                     |
| 2011  | Aquaria                                       | Semi Secret Software        |
| 2011  | The Black Eyed Peas Experience                | Ubisoft                     |
| 2011  | Otomedius Excellent                           | Konami                      |
| 2011  | Fossil Fighters: Champions                    | Nintendo                    |
| 2012  | Tales of Graces f                             | Namco Bandai Games          |
| 2012  | Soulcalibur V                                 | Namco Bandai Games          |
| 2012  | Tales of the Abyss                            | Namco Bandai Games          |
| 2012  | Touch My Katamari                             | Namco Bandai Games          |
| 2012  | Skullgirls                                    | Reverge Labs                |
| 2012  | Dragon's Dogma                                | Capcom                      |
| 2012  | Gravity Rush                                  | Sony Computer Entertainment |
| 2012  | Steel Battalion: Heavy Armor                  | Capcom                      |
| 2012  | Superbrothers: Sword & Sworcery EP            | Capybara Games              |
| 2013  | Rise of the Blobs                             | Robot Invader               |
| 2013  | Skulls of the Shogun                          | 17-BIT                      |
| 2013  | Fire Emblem Awakening                         | Nintendo                    |
| 2013  | Metal Gear Rising: Revengeance                | Konami                      |
| 2013  | Monster Hunter 3 Ultimate                     | Capcom                      |
| 2013  | Tales of Xillia                               | Namco Bandai Games          |
| 2013  | Hay Day                                       | Supercell                   |
| 2013  | République                                    | Camouflaj LLC               |
| 2014  | Boom Beach                                    | Supercell                   |
| 2014  | Drakengard 3                                  | Square Enix                 |
| 2014  | Threes!                                       | Sirvo                       |
| 2014  | Wind-up Knight 2                              | Robot Invader               |
| 2014  | Azure Striker Gunvolt                         | Inti Creates                |
| 2014  | Tales of Hearts R                             | Namco Bandai Games          |
| 2015  | Rogue Legacy                                  | Cellar Door Games           |
| 2015  | Neko Atsume                                   | Hit-Point                   |
| 2015  | Xenoblade Chronicles X                        | Nintendo                    |
| 2016  | Super Time Force Ultra                        | Capybara Games              |
| 2016  | Mighty No. 9                                  | Comcept                     |
| 2016  | Shovel Knight                                 | Yacht Club Games            |
| 2016  | Mario & Sonic at the Rio 2016 Olympic Games   | Sega                        |
| 2016  | Gotta Protectors                              | Ancient                     |
| 2016  | Azure Striker Gunvolt 2                       | Inti Creates                |
| 2017  | Nier: Automata                                | Square Enix                 |
| 2017  | Fire Emblem Echoes: Shadows of Valentia       | Nintendo                    |
| 2017  | Undertale                                     | Toby Fox                    |
| 2017  | Egglia: Legend of the Redcap                  | DMM.com                     |
| 2017  | Style Savvy: Styling Star                     | Nintendo                    |
| 2018  | Monster Hunter: World                         | Capcom                      |
| 2018  | Firewatch                                     | Campo Santo                 |
| 2018  | Slime Rancher                                 | Monomi Park                 |
| 2018  | Dragalia Lost                                 | Nintendo                    |
| 2018  | Return of the Obra Dinn                       | 3909 LLC                    |
| 2018  | Deltarune: Chapter 1                          | Toby Fox                    |
| 2019  | Bloodstained: Ritual of the Night             | ArtPlay                     |
| 2019  | Celeste                                       | Extremely OK Games          |
| 2019  | SaGa: Scarlet Grace - Ambitions               | Square Enix                 |
| 2020  | Space Channel 5 VR: Kinda Funky News Flash!   | Grounding                   |
| 2020  | Tales of Crestoria                            | Bandai Namco Entertainment  |
| 2021  | Little Nightmares II                          | Bandai Namco Entertainment  |
| 2021  | Nier Replicant ver.1.22474487139...           | Square Enix                 |
| 2021  | Hades                                         | Supergiant Games            |
| 2021  | Nier Reincarnation                            | Square Enix                 |
| 2021  | Spelunky                                      | Mossmouth                   |
| 2021  | Spelunky 2                                    | Mossmouth                   |
| 2021  | Deltarune: Chapter 2                          | Toby Fox                    |
| 2021  | Ikenfell                                      | Happy Star Games            |
| 2021  | Jett: The Far Shore                           | Superbrothers               |